# Cratere Samir
Samir è un cratere lunare di 1,86 km situato nella parte nord-occidentale della faccia visibile della Luna.